# Tatsuo Fujimoto
Tatsuo Fujimoto (藤本達夫?, Fujimoto Tatsuo; Hyogo, 29 marzo 1940) è un ex nuotatore giapponese.

## Palmarès
- Giochi Olimpici

Roma 1960: argento nei 4x200 stile libero.